# Clethra occidentalis
Clethra occidentalis är en tvåhjärtbladig växtart som först beskrevs av Carl von Linné, och fick sitt nu gällande namn av Carl Ernst Otto Kuntze. Clethra occidentalis ingår i släktet Clethra och familjen Clethraceae. Inga underarter finns listade i Catalogue of Life.